# Pozo de Urama
Pozo de Urama es un municipio y localidad española de la provincia de Palencia, en la comunidad autónoma de Castilla y León. El término municipal, situado en la comarca natural de Tierra de Campos y perteneciente al partido judicial de Palencia, tiene una población de 18 habitantes (INE 2024).

## Toponimia
A pesar del posible origen ibérico citado por algunos autores, su topónimo ya aparece como Puteo de Abdurama en el siglo X, que derivaría en Pozadurama. Por tanto procede del latín puteus, que significa pozo, y Abdurama es un antropónimo que hace referencia a su poseedor, de origen mozárabe.

## Geografía
Situada en una suave ondulación próxima al valle de la Cueza, al noroeste de la capital provincial. El acceso a la localidad se realiza a través de la carretera autonómica C-613 de Palencia a Cisneros donde parte la P-971 que comunica con el pueblo. También se puede acceder por la N-120, carretera paralela al Camino de Santiago, y tomando en Cervatos la P-972 que llega hasta Villada y da acceso a Pozo de Urama.

## Historia
El primer documento histórico de Pozo de Urama data de 946 cuando se hacía donación de Puteo de Abdurama a San Félix de Cisneros.
Sebastián Miñano lo describe a principios del siglo XIX como villa de señorío en el partido de Carrión, obispado de León, con alcalde ordinario, 107 vecinos, 708 habitantes y una parroquia.
A la caída del Antiguo Régimen la localidad se constituye en municipio constitucional en el partido de Frechilla conocido entonces como Pozo de Brama y que en el censo de 1842 contaba con 48 hogares y 250 vecinos.
La localidad aparece descrita en el decimotercer volumen del Diccionario geográfico-estadístico-histórico de España y sus posesiones de Ultramar de Pascual Madoz de la siguiente manera:

POZO DE URAMA: v. con ayunt. en la prov. de Palencia, (5 leg,), part, jud, de Frechilla (2), aud. terr. y c. g. de Valladolid (11), y dióc. de León (12): sit. en terreno llano, clima templado y combatido por los vientos de N. y O., poco propenso á enfermedades. Consta de 50 casas de un solo piso la mayor parte y poco cómodas; escuela de instruccion primaria frecuentada por jóvenes de ambos sexos; igl. parr. (Ntra. Sra. del Castillo) de entrada y presentacion en patrimoniales por oposicion y concurso ante el ordinario; hay 2 beneficiados ad curam animarum de la misma presentacion que el curato, con cargo de alternar en las misas populares; otro simple de libre colacion y una capellania de sangre con cargo de 3 misas semanales. El térm. confina con el de San Roman de la Cuba: su terreno es de mediana calidad y apropósito para cereales. Los caminos locales y en mediano estado: la correspondencia se recibe de la cap. de prov. prod.: trigo, cebada, avena, legumbres y vino; se cria ganado lanar y vacuno, y caza de liebres, perdices y codornices. ind.: la agrícola. comercio: la venta del sobrante de sus prod. y la importacion del sobrante de algunos artículos de primera necesidad. pobl.: 48 vec., 250 alm. cap. prod.: 293,400 rs. imp.: 12,050 rs.
(Madoz, 1849, p. 187)

## Demografía
Cuenta con una población de 18 habitantes (INE 2024).

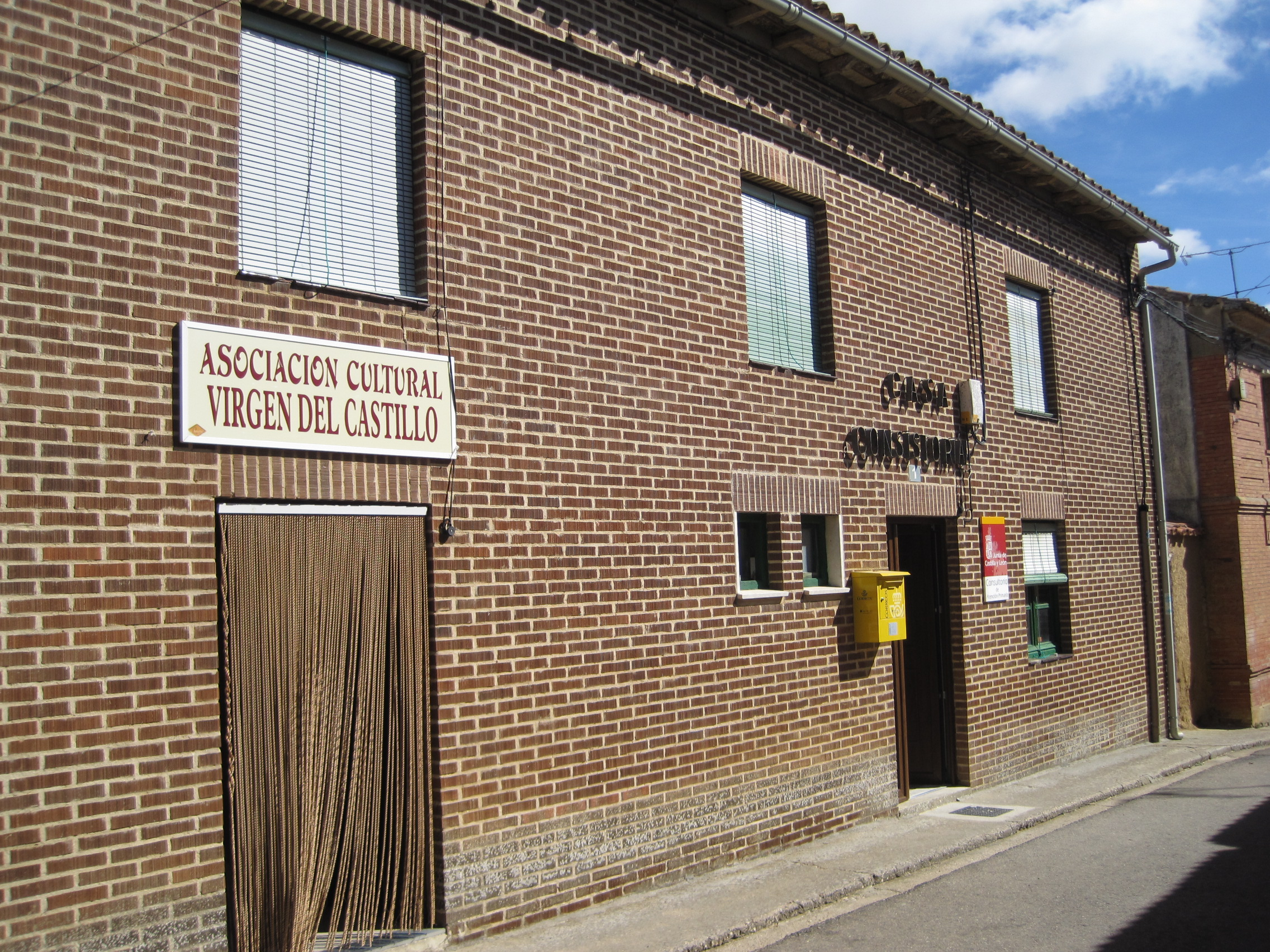
Casa consistorial

| Gráfica de evolución demográfica de Pozo de Urama entre 1842 y 2021                                                   |
| |
| Población de derecho según los censos de población del INE. Población de hecho según los censos de población del INE. |

## Patrimonio

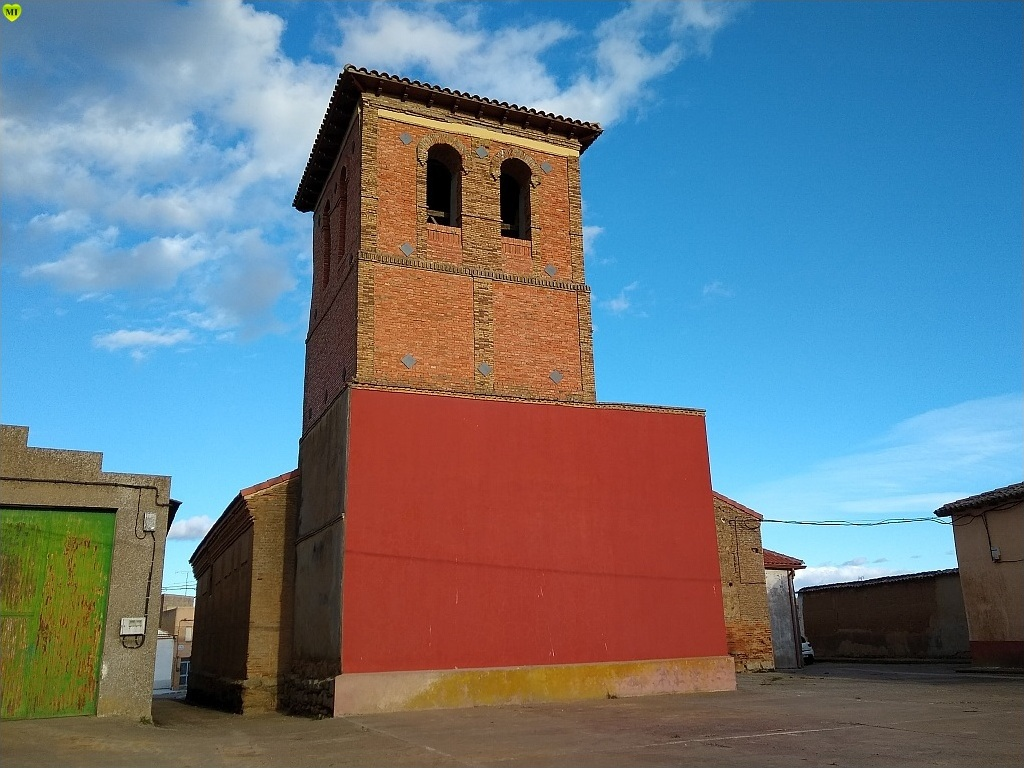
Iglesia parroquial

En la localidad se encuentra una iglesia parroquial bajo la advocación de Nuestra Señora del Castillo.